# NGC 573
NGC 573 è una piccola galassia a spirale situata nella costellazione di Andromeda a una distanza di circa 121 milioni di anni luce dalla nostra Via Lattea.

## Descrizione
La galassia presenta una larga riga a 21 cm dell'idrogeno neutro.
La sua luminosità superficiale pari a 11,1, la fa includere tra le galassie a elevata luminosità superficiale.

## Scoperta
NGC 573 è stata scoperta il 21 ottobre 1881 dall'astronomo francese Édouard Stephan.